# 卜羅德

卜羅德銅像

奧古斯特-利奧波德·卜羅德（法语：Auguste Léopold Protet，1808年—1862年）法國海軍少將。1862年5月17日，在第二次鴉片戰爭後參與清朝「借師助剿」對付太平天國軍隊時，在上海奉賢被太平軍所殺。清政府為他建立卜羅德祠，後成為天主教上海教区的南橋天主堂。在卜羅德少將被太平天國軍的流彈殺死後，法國軍隊竟然將附近一個中國村莊裡的三千多名男女老幼全部屠殺，以作為報復。上海法租界內曾經有他的紀念銅像，現已不存。
法國護衛艦Protet（F742）以他命名，服役直至到20世紀80年代。